# NGC 6628
NGC 6628 је лентикуларна галаксија у сазвежђу Херкул која се налази на NGC листи објеката дубоког неба.
Деклинација објекта је + 23° 28' 39" а ректасцензија 18h 22m 21,7s. Привидна величина (магнитуда) објекта NGC 6628 износи 13,4 а фотографска магнитуда 14,4. NGC 6628 је још познат и под ознакама UGC 11211, MCG 4-43-29, CGCG 142-41, IRAS 18202+2327, PGC 61790.